# Episodi di Padre Brown (seconda stagione)
La seconda stagione della serie televisiva Padre Brown è stata trasmessa sul canale britannico  BBC One dal 6 al 17 gennaio 2014.
In Italia, la serie è andata in onda in prima visione assoluta sul canale satellitare pay DIVA Universal dall'11 dicembre al 25 dicembre 2014. In chiaro la serie è stata trasmessa su Rai Premium dal 6 aprile al 4 maggio 2015
 e poi in replica su Paramount Channel.
Entra nel cast l'attore Tom Chambers che interpreta il ruolo dell'ispettore Sullivan. Dal secondo episodio non fa più parte del cast Hugo Speer (ispettore Valentine).
| nº | Titolo originale            | Titolo italiano      | Prima TV Regno Unito | Prima TV Italia  |
| -- | --------------------------- | -------------------- | -------------------- | ---------------- |
| 1  | The Ghost in the Machine    | Fantasmi             | 6 gennaio 2014       | 11 dicembre 2014 |
| 2  | The Maddest of All          | Rinascere            | 7 gennaio 2014       | 11 dicembre 2014 |
| 3  | The Pride of the Prydes     | L'orgoglio dei Pryde | 8 gennaio 2014       | 18 dicembre 2014 |
| 4  | The Shadow of the Scaffold  | L'ombra del patibolo | 9 gennaio 2014       | 18 dicembre 2014 |
| 5  | The Mysteries of the Rosary | La sacra reliquia    | 10 gennaio 2014      | 25 dicembre 2014 |
| 6  | The Daughters of Jerusalem  | La vendetta          | 13 gennaio 2014      | 25 dicembre 2014 |
| 7  | The Three Tools of Death    | Sensi di colpa       | 14 gennaio 2014      | 25 dicembre 2014 |
| 8  | The Prize of Colonel Gerard | I baffi della tigre  | 15 gennaio 2014      | 25 dicembre 2014 |
| 9  | The Grim Reaper             | Il tristo mietitore  | 16 gennaio 2014      | 25 dicembre 2014 |
| 10 | The Laws of Motion          | Il giro della morte  | 17 gennaio 2014      | 25 dicembre 2014 |